# Lestremia allahabadensis
Lestremia allahabadensis är en tvåvingeart som beskrevs av Grover 1970. Lestremia allahabadensis ingår i släktet Lestremia och familjen gallmyggor. Inga underarter finns listade i Catalogue of Life.